# Scott Mansell
Scott Mansell (Birmingham, 1 oktober 1985) is een Brits autocoureur.
Mansell werd in 2004 kampioen in de EuroBOSS Series. Sindsdien heeft hij aan geen enkel geheel kampioenschap deelgenomen. Hij was in 2004 een genomineerde voor de McLaren Autosport BRDC Award, maar verloor van Paul di Resta. Hij is geen familie van de Formule 1-kampioen van 1992 Nigel Mansell.
In 2009 was hij de vervanger van Duncan Tappy in de Superleague Formula voor de club Galatasaray SK. Dit was zijn eerste race sinds de Grand Prix Formule 1 van de Verenigde Staten 2006 supporterende ronde van de Indy Pro Series. Zijn comeback was kort, omdat Ho-Pin Tung de volgende ronde in de auto van Galatasaray reed.
Hij heeft het ronderecord van het Indy-circuit van Brands Hatch Indy circuit; 38.032 seconden, gezet tijdens het EuroBOSS-seizoen 2004.
Ook heeft hij ronderecords gebroken op Silverstone, Donington Park, de Lausitzring en Zolder in 2004. In hetzelfde jaar won Mansell de BBC Midlands Young Sportsperson of the Year en was hij genomineerd voor de Autosport Club Driver of the Year Award.
Hij is ook de oprichter en manager van Track Days Driver - een leider in het veld bij racedagen voor informatie.

## Superleague Formula resultaten
| Jaar | Inschrijving   | 1    | 2    | 3    | 4    | 5       | 6       | 7    | 8    | 9    | 10   | 11   | 12   | Rang | Punten |
| ---- | -------------- | ---- | ---- | ---- | ---- | ------- | ------- | ---- | ---- | ---- | ---- | ---- | ---- | ---- | ------ |
| 2009 | Galatasaray SK | MAG1 | MAG2 | ZOL1 | ZOL2 | DON1 13 | DON2 12 | EST1 | EST2 | MON1 | MON2 | JAR1 | JAR2 | 11   | 239    |